# Пуризм (искусство)

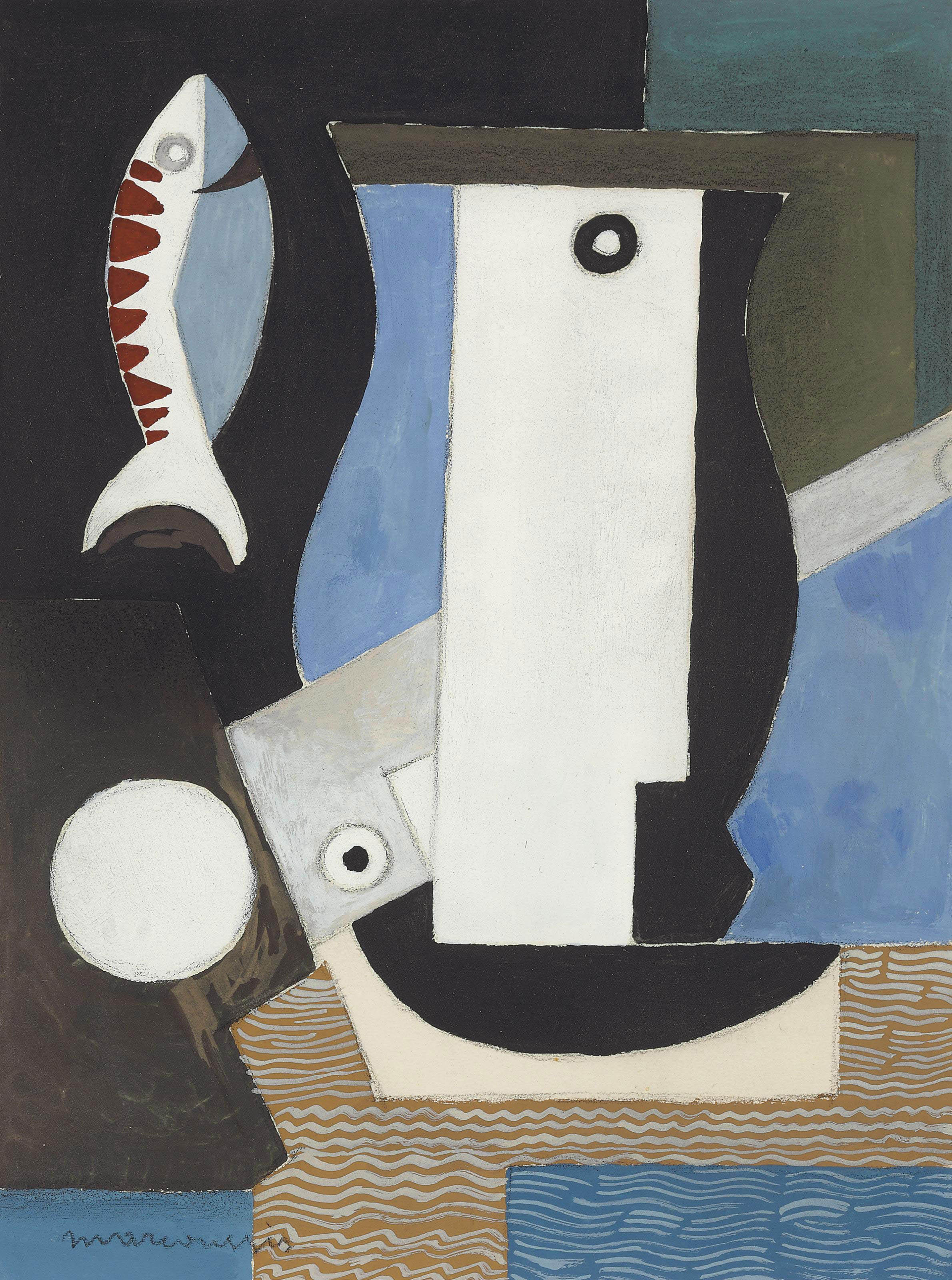
Л. Маркусси. Композиция с портретом. 1926. Гуашь. Частное собрание

Пуризм (от фр. purisme, от лат. purus — чистый) — течение в живописи модернизма начала XX века. Основные идеи пуризма были обозначены французскими художниками-живописцами Амеде Озанфаном и Шарлем-Эдуаром Жаннере (будущим архитектором под псевдонимом Ле Корбюзье) в 1918 году в манифесте «После кубизма».

## История термина

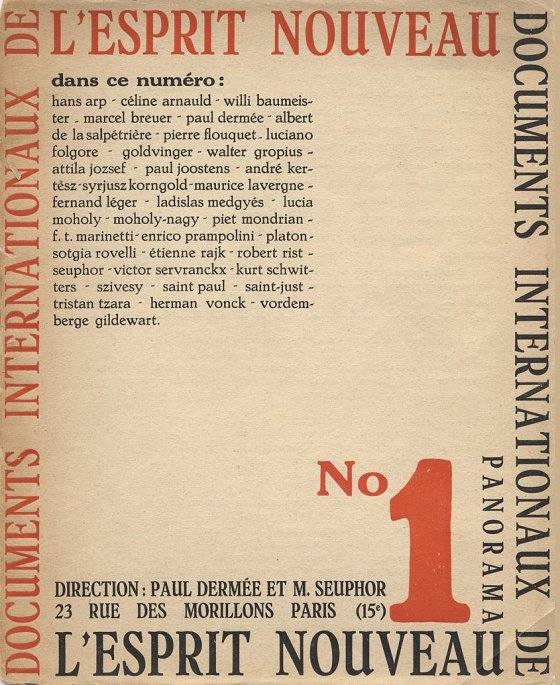
Вариант обложки (или титульного листа) журнала «L’Esprit Nouveau» (Новый дух). Международное обозрение эстетики. 1920, № 1. Авторы: Поль Дерме, Мишель Сейфор, Шарль-Эдуар Жаннере (Ле Корбюзье) и Амеде Озанфан

Название «пуризм» художники заимствовали из сочинения Катрмера-де-Кенси «Словарь архитектуры» («Dictionnaire de l’architecture», 1786—1828), в котором пуризм декларируется как творческий метод архитектуры неоклассицизма, свободного от украшений и излишеств. Термин «пуризм» использовал Иоганн Вольфганг фон Гёте в статье «Античное и современное» (1818). В начале XIX века эстетическое движение пуризма существовало в Италии. По-своему, в качестве эстетики, оппонирующей академическому неоклассицизму, использовал понятие пуризма популярный в своё время итальянский скульптор Лоренцо Бартолини.
Эссе «О пуризме в искусстве» (Del purismo nelle Arti) в 1843 году опубликовал итальянский литератор, живописец и теоретик искусства Антонио Бьянкини. Эта публикация имела значение манифеста нового художественного течения, хотя на самом деле лишь подытоживала идеи общества назарейцев в Риме, появившиеся пару десятилетий ранее. В дальнейшем живописцы-пуристы ссылались на эстетику Гёте и назарейцев в Риме.

## Французский пуризм 1920-х годов
В 1917 году в Париж из Швейцарии приехал Шарль-Эдуар Жаннере (Ле Корбюзье). Он встретил Амеде Озанфана, художника, который познакомил его с современной живописью, в частности, с кубизмом. Озанфан познакомил Жаннере с Жоржем Браком, Пабло Пикассо, Хуаном Грисом, Жаком Липшицем, а позднее — с Фернаном Леже. Под их влиянием Жаннере начал активно заниматься живописью. Вместе с Озанфаном они устраивали совместные выставки, декларируя их как выставки «пуристов».
В манифесте «После кубизма» (1918), составленном Озанфаном и Жаннере, излагаются принципы «очищения действительности» от случайностей, несовершенства жизни ради создания идеальных, чистых форм. Согласно их идее, объект отображения должен быть заменен «пластическим эквивалентом», выражающим суть его внутренней конструкции. В живописных произведениях, главным образом натюрмортах, Озанфан и Жаннере приближались к линеарной и силуэтной графике, превращая силуэты обыденных предметов в «чистую архитектонику» — игру линий, форм, пятен изысканных очертаний, «очищенных» от случайных, несущественных деталей.
Озанфан и Жаннере писали натюрморты, выискивая чистоту линий, силуэтов и неярких гармоничных цветов, тем самым уподобляя живопись графике. Они упрощали и уплощали форму предметов ради создания «чистой архитектоники», основанной на игре линий и рифмованных силуэтов, «очищенных» от случайных, несущественных деталей. Пуристов сравнивают с близкими им по устремлениям художниками орфизма (Р. Делоне) и группы Пюто (в дальнейшем «Золотое сечение»), а также неопластицизма П. Мондриана и объединения «Абстракция-Творчество». Свои идеи Озанфан и Ле Корбюзье излагали в выпусках основанного ими журнала  «Новый дух (L’Esprit Nouveau)».
Участником движения пуристов был и Фернан Леже, который в то время увлекался эстетикой техники и эстетизацией машинных форм, По его собственным словам, «новая эстетика» открылась ему на фронте первой мировой войны под Верденом, когда среди огня и дыма, он вдруг увидел ярко сверкающий на солнце ствол артиллерийского орудия. Это впечатление, вспоминал художник, дало мне «больше, чем все музеи мира». В дальнейшем Леже создал на основе эстетической программы пуризма оригинальный стиль изображения человеческих фигур и предметов из округлых, геометризованных форм, напоминающих «идеальные механизмы». Леже успешно сотрудничал с Ле Корбюзье в оформлении интерьеров новой архитектуры, создавал панно из майолики, выступал с докладами и статьями о современной эстетике машин.
Достижения пуристов развивали многие художники-модернисты: Робер и Соня Делоне, Франтишек Купка, Франсис Пикабия. Пуристом называл себя венский архитектор Адольф Лоос, о чём эффектно заявил в своей программной статье «Орнамент и преступление».